# Tommaso Napoli (storico)
Tommaso Napoli, padre scolopio (Tunisi, 20 gennaio 1743 – Cagliari, 20 gennaio 1825), è stato uno storico italiano.

## Biografia
I genitori erano originari di Carloforte nell'isola di San Pietro in Sardegna ed erano stati fatti prigionieri durante l'incursione dei pirati tunisini avvenuta nel 1741. Nel 1752, all'età di nove anni, Tommaso assieme ai genitori fu liberato dalla schiavitù in terra tunisina per l'intercessione di Carlo Emanuele III e fece ritorno a Carloforte, l'anno successivo si trasferì con la famiglia a Cagliari, entrò nell'ordine degli Scolopi nel 1757 e dieci anni dopo fu consacrato sacerdote.
Nel 1787 divenne docente di teologia morale, quindi di fisica e infine delle Sacre Scritture, dopo essere stato Rettore del Collegio degli Scolopi di San Giuseppe a Cagliari e in seguito Assistente Provinciale nel 1802 fu nominato Procuratore per la Sardegna della Congregazione Generale dell'Ordine degli Scolopi. Morì a Cagliari il 20 gennaio 1825.

## Opere
Tommaso Napoli, oltre che fervido religioso fu anche un appassionato studioso e scrittore. Si deve a lui la pubblicazione, nel 1784 della Vita, invenzione e miracoli del glorioso martire. S. Antioco sulcitano; nel 1811 diede alle stampe la Carta della Sardegna, ritenuta tra le più precise mai disegnate all'epoca, seguita nel 1814 dalla Compendiosa descrizione corografica-storica della Sardegna. Nelle note illustrative di quest'ultima opera il Napoli criticò l'opera di un altro illustre personaggio dell'epoca, Domenico Alberto Azuni, di cui si mostrò sempre geloso, che a sua volta replicò nel 1816 scrivendo le Osservazioni polemiche.
Le due opere a cui hanno attinto per tanti anni storici e studiosi sono le due relazioni da lui scritte in quanto testimone oculare dei fatti accaduti in Sardegna nel 1793-1794 Relazione di quanto è avvenuto dalla comparsa della flotta francese in Cagliari sino alla totale ritirata di essa nel 1793/94 e la Relazione ragionata della sollevazione di Cagliari e del Regno di Sardegna contro i Piemontesi, che descrivono i fatti avvenuti in quel periodo e più precisamente: il tentativo di sbarco delle truppe francesi nel sud della Sardegna e il bombardamento su Cagliari della flotta comandata dall'ammiraglio Laurent Truguet e la successiva sollevazione popolare, nota anche come "moti rivoluzionari sardi", che terminò con la cacciata dei Piemontesi dalla città.